# Honda 250 cc viertaktracers
De Honda 250 cc viertaktracers vormen een serie motorfietsen die door het merk Honda werd ingezet in de 250cc-klasse in 1959 en de jaren zestig.

## Voorgeschiedenis
Al in 1954 was Soichiro Honda in Europa zijn licht gaan opsteken als het om wegraces met motorfietsen ging. Hij bezocht de Isle of Man TT en enkele Italiaanse fabrieken, zodat hij het wedstrijdverloop en de gebruikte machines kon bestuderen. Er werd in dat jaar al een 220cc eencilinder prototype ontwikkeld. Enkele jaren later werden ook 250- en 305cc tweecilinders met een enkele bovenliggende nokkenas voor nationale wedstrijden ontwikkeld. Die werden zonder uitzondering op onverharde wegen gereden en een van de belangrijkste was de heuvelklim op de vulkaan Asama. In 1958 kreeg Kiyoshi Kawashima de opdracht voor de TT van 1959 125cc-racers te ontwikkelen en een raceteam samen te stellen. Dat resulteerde in een 6e, 7e, 8e en 11e plaats in de 125cc Ultra-Lightweight TT op de Clypse Course op Man. In hetzelfde jaar begon de ontwikkeling van de eerste 250cc viercilinder.

## 1958: Honda RC 71
In 1958 ontwikkelde Honda een tamelijk eenvoudige 250cc-racer, gebaseerd op de CS 71 Dream, maar met een buisframe van het brugtype. Die machine had nog steeds een geduwde schommelvork, maar de trommelremmen waren geventileerd, er was een eenpersoons racezitje gemonteerd en opmerkelijk genoeg was de tank beschermd tegen de knieën van de rijder, maar niet met rubbers. In plaats daarvan zaten doorboorde aluminium platen.

## 1959: Honda RC 160
De RC 160 volgde technisch deels dezelfde lijnen als de 125cc tweecilinder RC 142. De boring/slagverhouding was identiek: 44 x 41 mm, maar de cilinders stonden rechtop. De dubbele bovenliggende nokkenassen werden door een koningsas aangedreven en er waren vier kleppen per cilinder aan boord. De motor leverde 35 pk bij 14.000 tpm, er was een vijfversnellingsbak gebruikt en in tegenstelling tot vrijwel alle Europese racers hadden de Honda's een ruggengraat frame van buizen en plaatstaal. De voorvork was een ouderwetse schommelvoorvork en voor en achter waren trommelremmen gebruikt, maar de voorste was een duplexrem en de achterste een simplexrem. Omdat de machine alleen werd ingezet op de Mount Asama tijdens de "All Japan Motorcycle Endurance Race" was er geen stroomlijn nodig, hoewel er wel foto's bestaan waar een dolfijnkuip gebruikt is. Meestal had de machine semi-terreinbanden en een vliegenscherm op het vrij hoge stuur. Op de Mount Asama verpletterde Shadao Shimazaki de concurrentie met deze machine.

## 1960: Honda RC 161
De ervaringen van het 125cc-team op het Eiland Man werden gebruikt om nieuwe racers te ontwikkelen en de RC 161 uit 1960 leek helemaal niet meer op zijn voorganger. Deze motorfiets was helemaal voor verharde circuits gemaakt. Alles was veranderd: De lichtmetalen cilinders waren uit één stuk gegoten met het verticaal deelbare carter en helden nu 35° voorover. De vier cilinders hadden een gezamenlijke cilinderkop en alle carterdeksels waren uit elektron (een aluminium-magnesium-legering) gegoten. De kleppen maakten een onderlinge hoek van 76° (inlaat 36° en uitlaat 40°). Om de breedte te beperken was de koningsas vervangen door een tandwieltrein tussen de middelste cilinders die gedeeltelijk achter de cilinders zat. Daar werd de ontstekingsmagneet aangedreven. De boring/slagverhouding bleef gelijk, maar er waren nu vier Keihin-carburateurs met losse vlotterkamers toegepast. Deze werden later vervangen door concentrische carburateurs met kortere spruitstukken. De machine werd opgegeven voor 38 pk bij 14.000 tpm. Er was nu een telescoopvork gebruikt en een zesversnellingsbak. Het frame - hoewel nog steeds een ruggengraattype - werd gewijzigd en het drooggwicht bedroeg nu 128 kg.
Honda begon het seizoen 1960 met een aantal Japanse coureurs, Moto Kitano, Yukio Satoh, Kunimitsu Takahashi, Kenjiro Tanaka en Naomi Taniguchi. Het team werd aangevuld met rijders die de Europese circuits beter kenden: Tom Phillis en Bob Brown en toen sommige Japanners met blessures kampten bood ook Jim Redman zijn diensten bij het team aan. Gilberto Milani kwam alleen in Monza met een Honda RC 161 aan de start. Phillis startte alleen in de Lightweight TT, waar hij uitviel, en in de Ulster Grand Prix, waar hij tweede werd. Redman werd de beste Honda-coureur, met podiumplaatsen in Ulster en Monza. Hij eindigde als vierde in het kampioenschap en was daarmee de beste niet-MV Agusta coureur, want dat Italiaanse merk was toen nog onverslaanbaar in alle soloklassen. Tijdens de training van de Duitse Grand Prix op de Solitudering verongelukte Bob Brown met een RC 161.

## 1961: Honda RC 162
Ook in 1961 waren de wijzigingen in de 125- en de 250cc-klasse bij Honda vrijwel dezelfde. Net als de 125 cc 2RC 143 kreeg de nieuwe RC 162 een open brugframe, waarbij de motor als dragend element bleef fungeren. De framebuizen werden voor de stevigheid bij het balhoofd dikker. De motor was doorontwikkeld maar de compressieverhouding, de klephoeken en de boring/slagverhouding bleven ongewijzigd. Wel schakelde men over op een dry-sumpsysteem voor de smering. Honda claimde 40 pk bij 14.000 tpm, maar veel bronnen hielden het op minstens 45 pk, afgaand op de veel hogere topsnelheid ten opzichte van de RC 161. De cilinders helden nu nog maar 30° voorover en het motorblok was 80 mm smaller.
Gary Hocking won de eerste Grand Prix (de Spaanse GP) met een MV Agusta, maar toen waren de RC 162's nog niet raceklaar en werd gereden met hybride-motoren: RC 161 blokken in de nieuwe frames. Het Honda-team kende geen teamorders, en dat kostte het fabrieksteam de titel. Kunimitsu Takahashi won de GP van Duitsland, Tom Phillis won de GP van Frankrijk en de GP van Argentinië, Jim Redman won de GP des Nations en Bob McIntyre won de Ulster Grand Prix. Mike Hailwood had de eerste GP met een 125cc EMC gereden, maar toen huurde zijn vader Stan, een rijke motordealer, 250cc Honda's voor hem. De fabrieksrijders keken vanaf dat moment voornamelijk in de uitlaten van Hailwood's RC 162. Hij won de Lightweight TT, de TT van Assen, de GP van Oost-Duitsland en de GP van Zweden, werd tweede in de GP van Frankrijk, de Ulster Grand Prix en de GP des Nations en derde in de Belgische Grand Prix en pakte de wereldtitel vóór Tom Phillis en Jim Redman. Honda kon het niet waarderen: het stuurde alleen een rekening van 200 pond voor het verschepen van de motoren… Toch had Honda zijn snelheid en betrouwbaarheid bewezen: tien van de elf wedstrijden gewonnen en de eerste vijf plaatsen in het wereldkampioenschap bezet.

## 1962: Honda RC 163 en CR 72
Door de overmacht die Honda in 1961 had getoond was er geen behoefte aan grote wijzigingen. Integendeel: de RC 162 was snel én heel betrouwbaar gebleken en zijn opvolger RC 163 kreeg alleen iets grotere koelribben om de betrouwbaarheid nog te verhogen. Het vermogen steeg licht, naar 46 pk bij 14.000 tpm.
In dit jaar bracht Honda een drietal productieracers uit: de 50 cc CR 110, de 125 cc CR 93, de 305 cc CR 77 en de 250 cc CR 72. De machines waren gebaseerd op normale productiemodellen, want ze hadden een afgedekte opening voor de plaatsing van een kickstarter, die bij racers vanwege de duwstart natuurlijk niet nodig was. De CR 72 was een tweecilinder met een boring/slagverhouding van 54 x 54 mm en een cilinderinhoud van 247,3 cc. De compressieverhouding was dezelfde als van de fabrieksracers, 10,5:1. De magneetontsteking werd door de krukas aangedreven en de onderbreker zat achter het linker krukasdeksel. De machine had een wet-sumpsysteem voor de smering en zes versnellingen. Honda claimde 41 pk bij 12.000 tpm.
Mike Hailwood tekende een contract met MV Agusta en zou daarmee Honda in de 350cc-klasse nog dwarszitten, maar in de 250cc-klasse kwam hij twee keer met een Benelli aan de start, maar hij haalde daarmee nooit de eindstreep. In de DDR-Grand Prix kreeg hij een MZ ter beschikking, waarmee hij tweede werd. Voor Honda kwamen Jim Redman, Tom Phillis en Bob McIntyre aan de start met de RC 163, terwijl Derek Minter van de Britse importeur een RC 162 kreeg. Minter versloeg in de Lightweight TT de fabrieksrijders, maar haalde er verder geen punten mee. McIntyre won in België en haalde nog enkele tweede plaatsen, maar hij verongelukte in een nationale race na de Grand Prix van Duitsland. Tom Phillis haalde drie derde plaatsen, zelfs in de Lightweight TT, maar tijdens de Junior TT verongelukte hij in de 350cc-klasse met een Honda RC 170. Tommy Robb won de Ulster Grand Prix. Jim Redman won in Spanje, Frankrijk, Nederland, Duitsland, de DDR en Italië en werd overtuigend wereldkampioen. McIntyre werd postuum tweede en Phillis werd postuum vierde. De veteraan Arthur Wheeler had met een Moto Guzzi veel punten bij elkaar gereden en de Grand Prix van Argentinië (bij afwezigheid van Honda) gewonnen en werd daardoor derde in het kampioenschap.

## 1963
In 1963 kwam Honda niet met nieuwe modellen. Men sloeg een jaar over om geld te sparen en om de ontwikkelingsafdeling de tijd te geven te werken aan de auto's voor de Formule 1. In de 250- en de 350 cc klassen haalden Honda-coureurs desondanks de wereldtitel. De fabriekscoureurs Redman, Robb, Takahashi en Taveri moesten het met de "oude" Honda RC 163 doen. Het gevaar werd verwacht van Yamaha, dat de RD 56 klaar had, en misschien ook van Suzuki, dat al enkele jaren aan een 250cc tweecilinder werkte (de RV 61, de RV 62 en de RZ 63). Die machines werden echter voorlopig alleen in het Japans kampioenschap gebruikt. De 250cc-race in Frankrijk werd afgelast door de hevige regen, en Provini reisde niet naar het eiland Man, waar Redman wist te winnen. Daar verscheen echter ook de Yamaha RD 56 ten tonele, waarmee Fumio Ito tweede werd, vóór de gelegenheids-Honda coureur Bill Smith. Tot overmaat van ramp trok Honda hierna haar fabrieksteam terug, waardoor de coureurs hun eigen plan moesten trekken waar het transport en onderhoud van de motorfietsen betrof. Het gevaar bleek bij de aanvang van het seizoen uit een heel andere en onverwachte hoek te komen: De carrière van Tarquinio Provini was na 1959 enigszins in het slop geraakt. Hij reed nog slechts sporadisch WK-races, maar eindigde dan wel bijna altijd op het podium. De eerste twee 250cc GP's van 1963 (Spanje en Duitsland) won hij echter met de tamelijk eenvoudige eencilinder Moto Morini. Robb en Redman hadden in beide races het nakijken, maar haalden wel het podium. Toch won Redman ook in Assen vóór Ito, maar nu was Provini weer van de partij en hij werd derde. In België kwam het eerste succes voor Yamaha: Ito won en zijn teamgenoot Yoshikazu Sunako werd tweede en Provini derde. Honda had nu alle reden zich zorgen te maken, maar na deze wedstrijd riep ook Yamaha haar team inclusief coureurs terug naar Japan. In Ulster stelde Redman orde op zaken. Hij won vóór Provini en Robb. Voor de wedstrijd in de DDR stelde MZ weer machines aan toprijders ter beschikking: zowel Mike Hailwood als Alan Shepherd kregen een RE 250 en ze werden er eerste en tweede mee. Dat was opmerkelijk: elke keer als MZ dit deed werd er succes behaald, maar er was waarschijnlijk niet genoeg geld om deze toppers voor een heel seizoen in te huren of überhaupt een heel seizoen te racen. In elk geval moest Redman zich met een derde plaats tevreden stellen en zijn wereldtitel was nog lang niet zeker. De onzekerheid voor Honda en Redman werd nog groter toen Provini ook Monza en Buenos Aires won. In Argentinië zette Morini ook de veteraan Umberto Masetti in. Die was inmiddels 37 jaar oud maar werd desalniettemin derde. Redman wist in beide races wel tweede te worden. In de Japanse GP was Yamaha opeens weer terug, dit keer met Phil Read als rijder. Read had tijd omdat zijn werk bij Scuderia Duke Gilera erop zat. Redman won de race vóór de Yamaha-coureurs Ito en Read en Provini werd slechts vierde. Daardoor was de wereldtitel voor Redman, met Provini op de tweede plaats en Ito op de derde.

## 1964: Honda RC 164 en 3RC 164
Ondanks de dreiging van de Japanse concurrentie begon Honda het seizoen 1964 met de RC 164, die maar weinig afweek van de inmiddels twee jaar oude RC 163. De RC 164 was wat lichter en lager en leverde 48 pk bij 14.000 tpm.
De Japanse merken verschenen niet in de 250cc-race in de Grand Prix van Daytona. In Spanje won Tarquinio Provini met zijn Benelli, maar Jim Redman werd met de RC 164 tweede en Phil Read met de Yamaha RD 56 tweecilinder tweetakt derde. In Frankrijk viel Redman uit. Read won en Luigi Taveri werd met de Honda tweede. Bert Schneider verscheen met de Suzuki RZ 64 en werd er verdienstelijk derde mee. In de Lightweight 250 cc TT vielen Read en Mike Duff met een vernieuwde RD 56 uit en Tommy Robb kwam met zijn Yamaha niet verder dan de zevende plaats. Redman won vóór Shepherd en Alberto Pagani werd met een Paton derde. In Assen wisselden Redman en Read in de laatste ronde zevenmaal van positie. Ze kwamen zij aan zij uit de laatste bocht, maar Read moest nog een keer opschakelen (Redman kon zijn viercilinder doortrekken tot 16.000 tpm). Daardoor won Redman met een halve wiellengte. In België pakte Read de leiding, maar zijn machine ging steeds slechter lopen. Hij werd ingehaald door Mike Duff en viel later helemaal terug in het achterveld. Duff pakte echter belangrijke punten af van Redman, die slechts tweede werd. Bovendien had Duff een voorsprong van 36 seconden opgebouwd op de Honda. In Duitsland reed Agostini met de Morini de snelste trainingstijd, maar de race ging tussen Jim Redman en Phil Read. Read passeerde Redman pas in de laatste ronde, maar reed toen nog 3,1 seconden van hem weg. Achter hen vochten Duff (Yamaha), Agostini (Morini), Provini (Benelli) en Taveri (Honda) om de derde plaats, die uiteindelijk voor Duff was. In de DDR won Read opnieuw vóór Redman en Bruce Beale. (Honda). Nadat Read ook in Ulster won was de constructeurstitel voor Yamaha al zeker, met nog twee wedstrijden te gaan. Voor de wedstrijd in Monza was Honda de constructeurstitel dus al kwijt, maar Read en Redman hadden in totaal allebei 50 punten gescoord. De zes beste resultaten toonden een kleine voorsprong voor Read (42 punten) op Redman (40 punten). Honda nam een gok door in Monza haar nieuwe zescilinder voor 1965 aan de start te brengen. Deze machine heette toen nog 3RC 164. Het pakte niet goed uit: Redman pakte weliswaar de leiding, maar toen zijn motor warm begon te lopen moest hij zich laten terugzakken naar de derde plaats. Read en Duff werden eerste en tweede en de individuele titel van Phil Read was nu ook zeker. In de laatste Grand Prix, die van Japan, ging het beter met de nieuwe zescilinders: Redman won de race en zijn teamgenoot Isamu Kasuya werd tweede. In de eindstand werd Read eerste, Redman tweede en Alan Shepherd, slechts in vijf wedstrijden gestart, derde met zijn MZ RE 250.
De 3RC 164 was dus een zescilinder, maar behalve de motor was de configuratie gelijk aan de andere Honda's. Boring x slag bedroegen 39 x 34,5 mm en de cilinderinhoud was 247,3 cc. De machine had transistorontsteking met 8 mm bougies. Er was weer een wet-sump smeersysteem toegepast en het blok leverde 54 pk bij 17.000 tpm, waarmee een topsnelheid van meer dan 240 km/h mogelijk moest zijn. Vanwege de smalle powerband waren er zeven versnellingen aan boord. 

## 1965: Honda 3RC 164 en RC 165
Hoewel de machine waarmee het seizoen 1965 werd begonnen nog steeds 3RC 164 heette, werden er toch wat andere technische gegevens vrijgegeven: De slag was iets groter geworden (34,8 mm), waardoor de cilinderinhoud ook iets groter werd (249,4 cc). De machine had eigenlijk een gedeelde motor: er waren twee driecilinder krukassen gebruikt met daar tussenin de tandwieltrein voor de nokkenasaandrijving. De hoek tussen de kleppen was 75° (inlaat 34° en uitlaat 41°). De machine had nu zelfs acht versnellingen gekregen. Gedurende het seizoen kreeg de machine een opvolger, de RC 165, maar de 3RC 164 werd (met een extra grote benzinetank) in elk geval nog gebruikt op het eiland Man in juni 1965, zodat er ten minste drie GP's mee gereden zijn. De RC 165 was vrijwel identiek aan de 3RC 164, maar leverde iets meer vermogen: 56 pk bij 16.500 tpm.
Honda maakte het zichzelf in 1965 moeilijk: de race-afdeling bestond weliswaar uit 400 mensen, maar die werkten voornamelijk aan de projecten voor de Formule 1. Men had weliswaar de nieuwe zescilinder 3RC 164 voor de 250cc-klasse, maar Honda kreeg grote tegenstand van Yamaha. De bedrijfsleiding van Honda nam zelf ook enkele opmerkelijke beslissingen en maakte een grote fout: Halverwege het seizoen werd het fabrieksteam weer (net als in 1963) teruggetrokken en de zorg voor de motorfietsen van Jim Redman werd overgedragen aan zijn monteur Nobby Clarke.
Honda liet de Verenigde Staten weer schieten, wat vreemd was want dat had men in 1964 ook gedaan en (mede) daardoor was de wereldtitel naar Phil Read met zijn Yamaha gegaan. Ook in Duitsland kon Honda echter geen vuist maken tegen Read en Duff met hun Yamaha's. Redman had op zaterdag een sleutelbeen gebroken na een val in de 350cc-race en kon op zondag niet starten en Bruce Beale was al in de trainingen gevallen. Alan Shepherd had zijn carrière beëindigd en dus waren er geen fabrieksrijders meer over om in de 250cc-race te starten. In Spanje was Redman nog niet fit en Read kon met enig gemak winnen vóór Ramón Torras (Bultaco) en Mike Duff. In Frankrijk was Redman hersteld van zijn sleutelbeenbreuk. De overmacht van Phil Read met de Yamaha RD 56 en Jim Redman met de Honda 3RC 164 was overweldigend. Redman ging aan de leiding en bouwde zelfs een voorsprong van 13 seconden op. In de vijftiende ronde viel hij echter uit met een defecte versnellingsbak. Read won met een ronde voorsprong op Beale (met de "oude" Honda RC 164). Hoewel Phil Read met de Yamaha RD 56 de eerste ronde boven 100 mph op de Mountain Course op Man reed, was hij uiteindelijk kansloos tegen Jim Redman met de 250cc Honda zescilinder. In de tweede ronde reed Redman een nog snellere tijd en Read's Yamaha ging stuk. Mike Duff joeg achter Redman aan, maar kwam niet verder dan de tweede plaats. Voor Redman was het zijn derde Lightweight 250 cc TT overwinning op rij. In Assen hoopte men al op het verschijnen van de nieuwe Yamaha RD 05, maar die kwam nog niet. Toch won Yamaha ook met de tweecilinder RD 56: Read werd eerste, Redman met de Honda tweede en Duff met de Yamaha derde. In België was de Honda van Redman wel degelijk opgewassen tegen de Yamaha van Read. Voor Read was de overwinning belangrijk, want dan zou Redman alle overgebleven wedstrijden moeten winnen om wereldkampioen te kunnen worden. Met nog twee ronden te gaan begon het op het zuidelijke deel van het circuit te regenen, maar Redman wist zijn Honda uiteindelijk 0,4 seconde vóór Read over de streep te brengen. Mike Duff (Yamaha) finishte daar 40 seconden achter. In de DDR won Redman opnieuw vóór Read. In de GP van Tsjecho-Slowakije won Read de 250cc-race en zijn teamgenoot Duff werd tweede. Jim Redman moest zich tevreden stellen met de derde plaats. In Ulster kon Redman niet starten in de 250cc-klasse omdat hij door een valpartij in de 350cc-klasse zijn sleutelbeen opnieuw gebroken had. Read en Duff konden hun Yamaha's onbedreigd naar het podium rijden. Read reed niet in Finland, maar zijn teamgenoot Mike Duff nam de honneurs waar en won die race. Heinz Rosner werd met de MZ tweede en Ralph Bryans werd als vervanger van Redman met de Honda derde. Read had in Monza de wereldtitel al in handen. Dat was waarschijnlijk de reden dat Honda niet kwam opdagen. Mike Hailwood was door zijn contract aan MV Agusta gebonden tot de finish van de laatste 350cc-race van 1965. Dat was in Japan op zaterdag 23 oktober. De 250cc-klasse reed pas op zondag 24 oktober en daardoor was hij vrij om op een Honda zescilinder aan de start te komen. Toch stond hij niet te boek als fabriekscoureur omdat hij nog een persoonlijk contract met BP had terwijl Honda aan Castrol gebonden was. Jim Redman startte niet in de laatste 250cc-race vanwege een bijensteek boven zijn oog de vorige dag. Hailwood won zijn eerste race op de Honda zescilinder met een ruime voorsprong nadat Read gevallen was. Isamu Kasuya (Honda) werd tweede. In het wereldkampioenschap waren de eerste twee plaatsen voor Yamaha (Read en Duff). Jim Redman werd slechts derde.

## 1966: Honda RC 166
Voor velen was de RC 166 hét technische hoogtepunt uit de geschiedenis van de motorsport. Weliswaar had Moto Guzzi al in de jaren vijftig een achtcilinder gemaakt, maar die machine flopte hopeloos. Dat deed de RC 166 niet. De machine leek uiterlijk nog veel op de RC 165, maar de motor was toch helemaal vernieuwd. De boring/slagverhouding was nu 41 x 31 mm waardoor de slag nog korter was en het toerental weer verhoogd kon worden. De machine leverde nu 60 pk bij 18.000 tpm, had twee oliekoelers in de stroomlijnkuip en cilindrische carburateurs. Ook de remmen waren vernieuwd en hadden radiale koelribben gekregen. De machine woog droog slechts 112 kg en had weer zeven versnellingen.
Honda had nu toch eindelijk Mike Hailwood gecontracteerd en dat was een goede beslissing. Áls hij in de 250cc-klasse aan de start kwam won hij ook. In de Ulster Grand Prix startte Honda niet omdat de titel voor Hailwood al binnen was en in de Japanse Grand Prix omdat men protesteerde tegen het aanwijzen van de Fuji Speedway, die men te gevaarlijk vond. Omdat Phil Read met de nieuwe viercilinder Yamaha RD 05 vooral veel tweede plaatsen pakte, werd hij tweede in het WK, maar de enige overwinning voor Yamaha was die van Hiroshi Hasegawa in Japan. Redman werd derde in het kampioenschap, maar was al na België, waar hij een arm brak, gestopt als coureur.

## 1967: Honda RC 166
De RC 166 kreeg in 1967 geen andere naam, maar motorisch waren er toch enkele aanpassingen gedaan, want de machine leverde nu 62 pk bij een lager toerental: 17.000 tpm. Aan het einde van het seizoen, tijdens de GP van Canada, verscheen weer een nieuwe versie, die duidelijk nog sterker was. Volgens de monteur Nobby Clarke had de machine een kortere slag en een kleinere klephoek. Dat gaf hoop voor het seizoen 1968, maar Honda zou in dat seizoen helemaal niet meer aan de start komen. Al in maart 1967 verklaarde het merk dat men zich zou concentreren op de Formule 1 en daarvoor was John Surtees al als coureur aangetrokken.
In 1966 had Ralph Bryans de geblesseerde Jim Redman al vervangen en hij startte ook in 1967 als fabrieksrijder voor Honda. De Spaanse Grand Prix werd gewonnen door Phil Read met de Yamaha RD 05 A, maar pas nadat Mike Hailwood (Honda) was uitgevallen met een lekke band en Bill Ivy (Yamaha) met motorpech. Ralph Bryans, die na het stoppen van Honda in de 50- en 125cc-klasse nu ook in met de 250 cc Honda RC 166 uitkwam, werd tweede. Van de 34 starters in de 250cc-klasse van de Duitse Grand Prix kwamen er slechts 10 aan de finish. Bij de uitvallers hoorden opnieuw Mike Hailwood en Bill Ivy. Phil Read ging goed van start, maar moest in de pit een bougie vervangen en daarna op jacht gaan naar Ralph Bryans. Die haalde hij niet meer in, maar hij wist wel nog tweede te worden. In zijn jacht op Bryans reed Read drie seconden per ronde sneller, tot Hailwood, inmiddels langs de kant dankzij een onwillige ontsteking, een bord pakte waarop Bryans werd gemaand zijn machine tot 18.000 tpm door te trekken. Hailwood leek in Frankrijk een spelletje te spelen met zijn Yamaha-tegenstanders. Drie ronden lang beperkte hij zich tot het volgen van Ivy en Read, maar daarna gaf hij echt gas en begon hij snel weg te lopen. Toen ontspon zich een wedstrijd die gewonnen werd door de man die van de drie de minste pech had. Eerst viel Read terug door een onbruikbare koppeling en daarna Ivy door problemen met zijn versnellingsbak én een slecht lopende motor. De overwinning van Hailwood leek nu zeker, tot hij problemen kreeg met schakelen: eerst miste hij zijn eerste twee versnellingen, en toen de motor niet meer uit de derde versnelling wilde moest hij wel stoppen. Een monteur boog het schakelpedaal recht en Hailwood kon de baan weer op vlak vóór de aanstormende Phil Read, terwijl Bill Ivy daar vlak achter reed. De drie topcoureurs waren dankzij veel problemen weer bij elkaar gekomen en wisselden in de volgende ronden regelmatig van positie. Hailwood kreeg weer schakelproblemen en bleef derde omdat zijn teamgenoot Ralph Bryans bewust achter hem bleef rijden. Ivy won de race en Read werd tweede. Bij de diamanten jubileum Isle of Man TT kon Mike Hailwood het record van Stanley Woods breken. Woods had 27 jaar eerder zijn tiende Isle of Man TT race gewonnen. Hailwood was werkelijk ongenaakbaar. In de trainingen had hij zijn eigen ronderecord al met 10,2 seconden verbeterd en in de race reed hij ook een nieuw record van 165,79 km/h gemiddeld. Aan de streep had hij liefst een minuut en 18,8 seconden voorsprong op Phil Read. Bill Ivy had lang derde gelegen, maar kreeg in de vijfde van zes ronden motorische problemen en moest zijn plaats afstaan aan van Ralph Bryans met de Honda. Bryans finishte zelfs drie minuten achter Read. In Assen stapte Mike Hailwood rechtstreeks van het podium van de 350cc-race op zijn 250cc zescilinder. Hij was al eerste weg, maar halverwege de eerste ronde leidde Phil Read met de Yamaha. Ralph Bryans was derde. Na twee ronden had Hailwood orde op zaken gesteld: hij reed voorop en Phil Read moest met een slecht lopende motor steeds meer terrein prijs geven. Bryans en Bill Ivy haalden hem in de derde ronde in. In ronde twaalf wist Ivy eindelijk Bryans te passeren, maar Hailwood was toen al onbereikbaar. Hailwood reed een nieuw racerecord, Ivy werd tweede en Bryans derde. Yamaha had in België haar zaken beter op orde. Phil Read was al in de trainingen de snelste kwam na de eerste ronde ook als eerste door, gevolgd door Ivy, Hailwood en Bryans. Read reed nog een recordronde van 202,15 km/h, maar viel in de vierde ronde uit. Ivy nam de kop over en finishte meer dan een minuut voor Hailwood en Bryans. In de DDR vochten Read en Hailwood zes ronden lang om de leiding, maar toen reed Hailwood met motorpech de pit binnen. Phil Read won de 250cc-race en Bill Ivy werd tweede met een royale voorsprong op Ralph Bryans. Een race later in Tsjecho-Slowakije won Phil Read met slechts een banddikte van Bill Ivy, maar beiden hadden een minuut voorsprong op Mike Hailwood. Hailwood's monteurs hadden uit de restanten van twee machines een nieuwe zescilinder voor Mike in elkaar gezet. Ralph Bryans werd vierde, maar omdat hij nog niet was uitgevallen stond hij op dat moment nog derde in het wereldkampioenschap. Op het Finse Imatra reed de 250cc-klasse ná de 500cc, die onder erbarmelijke omstandigheden verreden was. De 250cc was niet zó erg, maar toch nog erg nat. Hailwood, in de 500cc-klasse gevallen door aquaplaning, startte als snelste en had na de eerste ronde al 4 seconden voorsprong op Read, Ivy en Bryans. Hailwood liep steeds verder weg en zowel Read als Bryans kregen problemen door een natte ontsteking. Read viel uiteindelijk zelfs uit met schakelproblemen. In de Ulster Grand Prix had Phil Read de snelste trainingstijden gedraaid, maar Hailwood was bij de start iets sneller. Aan het einde van de tweede ronde probeerde Read hem uit te remmen, maar dat mislukte. Op de hobbelige weg blokkeerden zijn remmen en Read viel. Hailwood kon zijn Honda nog net tussen de gevallen Phil Read en de strobalen door sturen. De Yamaha kon niet verder en Hailwood reed eenzaam naar de finish. Achter hem had Bill Ivy lang de tweede plaats bezet, maar toen zijn machine over begon te slaan werd hij gepasseerd door Ralph Bryans. Als Ivy tweede was gebleven had hij in punten gelijk gestaan met Hailwood. In Monza draaide Hailwood de snelste ronde, maar in de vierde ronde viel hij uit wegens olielekkage. Read en Ivy kregen het daarna toch nog niet cadeau, want Ralph Bryans vocht hard om de overwinning. Uiteindelijk bleken de Yamaha's toch te sterk voor hem. Read won de race, Ivy werd tweede en Bryans derde. Hailwood wist in Canada (Mosport) de 250cc-race te winnen. Doordat Phil Read tweede werd stonden ze nu gelijk in het wereldkampioenschap. Tijdens de laatste race in Japan moest het 250cc-wereldkampioenschap dus beslist worden. Dat leek al snel te gebeuren toen Phil Read in de vijfde ronde uitviel, maar dat overkwam Mike Hailwood een ronde later ook. Beiden bleven dus puntloos en daarmee ook op 50 punten in de WK-stand staan. Ralph Bryans won de race met drie ronden voorsprong op de Yamaha-coureurs Akiyasu Motomashi en Jun Hamano. Er ontstond een discussie over wie nu de nieuwe kampioen was. Er was zelfs sprake van verschillen tussen de Franse- en de Engelse tekst van het FIM-reglement. Telde men het aantal overwinningen, dan was Hailwood met vijf keer winst kampioen, want Read had slechts vier wedstrijden gewonnen. Er waren ook mensen die dachten dat, indien de zeven tellende resultaten geen uitsluitsel gaven, het achtste resultaat dat moest doen. In dat geval zou Read kampioen zijn. De laatste reglementswijziging gaf de uitkomst: op basis van het aantal overwinningen werd Mike Hailwood wereldkampioen. Hij evenaarde daarmee het record van Carlo Ubbiali: 9 keer wereldkampioen.

## Technische gegevens
| Honda                  | RC 160                            | RC 161                            | RC 162                            | RC 163                            | CR 72                             | RC 164                            | 3RC 164                           | RC 165                            | RC 166                                                                    |
| ---------------------- | --------------------------------- | --------------------------------- | --------------------------------- | --------------------------------- | --------------------------------- | --------------------------------- | --------------------------------- | --------------------------------- | ------------------------------------------------------------------------- |
| Periode                | 1959                              | 1960                              | 1961                              | 1962-1963                         | 1962-1969                         | 1964                              | 1964-1965                         | 1965                              | 1966-1967                                                                 |
| Categorie              | prototype fabrieksracer           | fabrieksracer                     | fabrieksracer                     | fabrieksracer                     | productieracer                    | fabrieksracer                     | fabrieksracer                     | fabrieksracer                     | fabrieksracer                                                             |
| Motortype              | DOHC                              | DOHC                              | DOHC                              | DOHC                              | DOHC                              | DOHC                              | DOHC                              | DOHC                              | DOHC                                                                      |
| Bouwwijze              | viercilinder lijnmotor            | viercilinder lijnmotor            | viercilinder lijnmotor            | viercilinder lijnmotor            | 180° tweecilinder lijnmotor       | viercilinder lijnmotor            | zescilinder lijnmotor             | zescilinder lijnmotor             | zescilinder lijnmotor                                                     |
| Koeling                | lucht                             | lucht                             | lucht                             | lucht                             | lucht                             | lucht                             | lucht                             | lucht                             | lucht                                                                     |
| Kleppen per cilinder   | 4                                 | 4                                 | 4                                 | 4                                 | 4                                 | 4                                 | 4                                 | 4                                 | 4                                                                         |
| Nokkenasaandrijving    | koningsas                         | tandwielen                        | tandwielen                        | tandwielen                        | tandwielen                        | tandwielen                        | tandwielen                        | tandwielen                        | tandwielen                                                                |
| Boring                 | 44 mm                             | 44 mm                             | 44 mm                             | 44 mm                             | 54 mm                             | 44 mm                             | 39 mm                             | 39 mm                             | 41 mm                                                                     |
| Slag                   | 41 mm                             | 41 mm                             | 41 mm                             | 41 mm                             | 54 mm                             | 41 mm                             | 1964: 34,5 mm 1965: 34,8 mm       | 34,8 mm                           | 31 mm                                                                     |
| Cilinderinhoud         | 249,4 cc                          | 249,4 cc                          | 249,4 cc                          | 249,4 cc                          | 247,3 cc                          | 249,4 cc                          | 1964: 247,3 cc 1965: 249,4 cc     | 249,4 cc                          | 245,6 cc                                                                  |
| Compressieverhouding   | onbekend                          | 10,5:1                            | 10,5:1                            | 10,5:1                            | 10,5:1                            | 10,5:1                            | onbekend                          | onbekend                          | onbekend                                                                  |
| Max. Vermogen          | 35 pk (25,7 kW) bij 14.000 tpm    | 38 pk (27,9 kW) bij 14.000 tpm    | 45 pk (33,1 kW) bij 14.000 tpm    | 46 pk (33,8 kW) bij 14.000 tpm    | 41 pk (30,2 kW) bij 12.000 tpm    | 48 pk (35,3 kW) bij 14.000 tpm    | 54 pk (39,7 kW) bij 17.000 tpm    | 56 pk (41,2 kW) bij 16.500 tpm    | 1966: 60 pk (44,1 kW) bij 18,000 tpm 1967: 62 pk (45,6 kW) bij 17,000 tpm |
| Primaire aandrijving   | tandwielen                        | tandwielen                        | tandwielen                        | tandwielen                        | tandwielen                        | tandwielen                        | tandwielen                        | tandwielen                        | tandwielen                                                                |
| Koppeling              | meervoudige droge platenkoppeling | meervoudige droge platenkoppeling | meervoudige droge platenkoppeling | meervoudige droge platenkoppeling | meervoudige droge platenkoppeling | meervoudige droge platenkoppeling | meervoudige droge platenkoppeling | meervoudige droge platenkoppeling | meervoudige droge platenkoppeling                                         |
| Versnellingen          | 5                                 | 6                                 | 6                                 | 6                                 | 6                                 | 6                                 | 1964: 7 1965: 8                   | 8                                 | 7                                                                         |
| Secundaire aandrijving | ketting                           | ketting                           | ketting                           | ketting                           | ketting                           | ketting                           | ketting                           | ketting                           | ketting                                                                   |
| Rijwielgedeelte        | ruggengraat frame                 | ruggengraat frame                 | open brugframe                    | open brugframe                    | open brugframe                    | open brugframe                    | open brugframe                    | open brugframe                    | open brugframe                                                            |
| Remmen                 | trommelremmen voor en achter      | trommelremmen voor en achter      | trommelremmen voor en achter      | trommelremmen voor en achter      | trommelremmen voor en achter      | trommelremmen voor en achter      | trommelremmen voor en achter      | trommelremmen voor en achter      | trommelremmen voor en achter                                              |
| gewicht in kg          | 124 kg raceklaar                  | 128 kg raceklaar 110 kg droog     | 120 kg raceklaar 105 kg droog     | 120 kg raceklaar 105 kg droog     | onbekend                          | <120 kg raceklaar <105 kg droog   | onbekend                          | onbekend                          | 120 kg raceklaar 112 kg droog                                             |

## Trivia

### Misleiding
In 1964 gonsde het al van de geruchten over nieuwe Japanse motorfietsen, zoals de Honda zescilinder, maar ook over een viercilinder Yamaha. Honda probeerde in het eerste optreden in Monza 1964 haar zes cilinders te verbergen door met blauwe 350cc-nummerplaten te trainen. Toen de 250cc-nummers opgeplakt waren monteerde men pas op het laatste moment de laatste twee uitlaatdempers. Zelfs de typenaam 3RC 164 moest duiden op een verbeterde viercilinder RC 164. Phil Read deed juist het omgekeerde: Hij reed door het rennerskwartier met een tweecilinder Yamaha RD 56 met twee valse uitlaten, zodat het op een viercilinder leek. Daarmee probeerde hij paniek te zaaien in het Honda-kamp. 